# Comédia Infantil
Comédia Infantil é um filme realizado por Solveig Nordlund em Moçambique.

É sobre a história de Nélio, um rapazinho africano que perdeu toda a família na Guerra Civil de Moçambique e foi levado para um campo de treino para meninos soldados. Está basado no romance homónimo do escritor sueco Henning Mankell.

## Distribuição
- Marfilmes